# Shana Dobson
Shoshana Renee Dobson (nacida el 30 de marzo de 1989) es una artista marcial mixta (MMA) estadounidense. Actualmente compite en la división de peso mosca en el Ultimate Fighting Championship (UFC).

## Carrera de artes marciales mixtas

### Carrera temprana
Dobson comenzó su carrera profesional en MMA desde 2016 después de acumular un récord de 3-1, participó en The Ultimate Fighter 26.

#### The Ultimate Fighter
En agosto de 2017, se anunció que Dobson sería una de las luchadoras presentadas en The Ultimate Fighter 26, donde se llevará a cabo el proceso para coronar a la campeona inaugural de mujeres de 125 libras de UFC.
Dobson, que representa al equipo Álvarez, se enfrenta a Roxanne Modafferi y pierde por nocaut técnico debido a golpes en la primera ronda.

### The Ultimate Fighter
En agosto de 2017, se anunció que Robertson era una de las luchadoras que aparecen en The Ultimate Fighter 26, serie de televisión de UFC, donde se llevará a cabo el proceso para coronar a la campeona inaugural de mujeres de 125 libras de UFC.
En las peleas preliminares, Robertson se enfrentó a Barb Honchak y perdió la pelea por nocaut técnico en el segundo asalto.

### Ultimate Fighting Championship
Dobson hizo su debut promocional el 1 de diciembre de 2017 en The Ultimate Fighter 26 Finale contra Ariel Beck. Ella ganó la pelea por nocaut técnico en el primer asalto.
Dobson se enfrentó a Lauren Mueller en UFC on Fox: Poirier vs. Gaethje el 14 de abril de 2018. Perdió la pelea por decisión unánime.
Dobson se enfrentó a Sabina Mazo el 17 de agosto de 2019 en UFC 241. Ella perdió la pelea por decisión unánime.
Dobson se enfrentó a Priscila Cachoeira (reemplazando a Rachael Ostovich) el 23 de febrero de 2020 en UFC Fight Night 168. Dobson perdió la pelea por nocaut en el primer asalto.
Dobson se enfrentó a Mariya Agapova el 22 de agosto de 2020 en UFC on ESPN. Ella ganó la pelea por nocaut técnico en la segunda ronda, asegurando la mayor ventaja de apuestas en la historia de las mujeres de UFC (empatada con la sorpresiva victoria de Holly Holm sobre Ronda Rousey en UFC 193).

## Campeonatos y logros

### Artes marciales mixtas
- Ultimate Fighting Championship

Actuación de la noche (una vez) vs.Mariya Agapova

## Récord de artes marciales mixtas
| 8 combates   | 4 victorias | 4 derrotas |
| ------------ | ----------- | ---------- |
| Por knockout | 2           | 1          |
| Por decisión | 2           | 3          |

| Res.   | Récord | Oponente           | Método             | Evento                                | Fecha                  | Rondas | Duración | Lugar                                     | Notas                  |
| ------ | ------ | ------------------ | ------------------ | ------------------------------------- | ---------------------- | ------ | -------- | ----------------------------------------- | ---------------------- |
| Ganó   | 4-4    | Mariya Agapova     | Nocaut (golpes)    | UFC on ESPN: Munhoz vs.Edgar          | 22 de agosto de 2020   | 2      | 1:38     | Las Vegas, Nevada, Estados Unidos         | Actuación de la noche. |
| Perdió | 3-4    | Priscila Cachoeira | Nocaut (puñetazo)  | UFC Fight Night: Felder contra Hooker | 22 de febrero de 2020  | 1      | 0:40     | Auckland, Nueva Zelanda                   |                        |
| Perdió | 3-3    | Sabina Mazo        | Decisión (unánime) | UFC 241                               | 17 de agosto de 2019   | 3      | 3:00     | Anaheim, California, Estados Unidos       |                        |
| Perdió | 3-2    | Lauren Mueller     | Decisión (unánime) | UFC on Fox: Poirier vs. Gaethje       | 14 de agosto de 2018   | 3      | 3:00     | Glendale, Arizona, Estados Unidos         |                        |
| Ganó   | 3-1    | Ariel Beck         | Nocaut (golpes)    | The Ultimate Fighter 26 Finale        | 1 de diciembre de 2017 | 2      | 2:53     | Las Vegas, Nevada, Estados Unidos         |                        |
| Ganó   | 2-1    | Rebecca Adney      | Decisión (unánime) | Xtreme Knockout 35                    | 1 de abril de 2017     | 3      | 3:00     | Dallas, Texas, Estados Unidos             |                        |
| Perdió | 1-1    | Nicco Montaño      | Decisión (unánime) | KOTC: Will Power                      | 13 de agosto de 2016   | 3      | 3:00     | Albuquerque, Nuevo México, Estados Unidos |                        |
| Ganó   | 1-0    | Cassandra Spatz    | Decisión (unánime) | Xtreme Knockout 30                    | 30 de abril de 2016    | 3      | 3:00     | Dallas, Texas, Estados Unidos             | Debut en peso mosca.   |